# Calle del Doctor Castelo
La calle del Doctor Castelo es una vía pública de la ciudad española de Segovia.

## Descripción

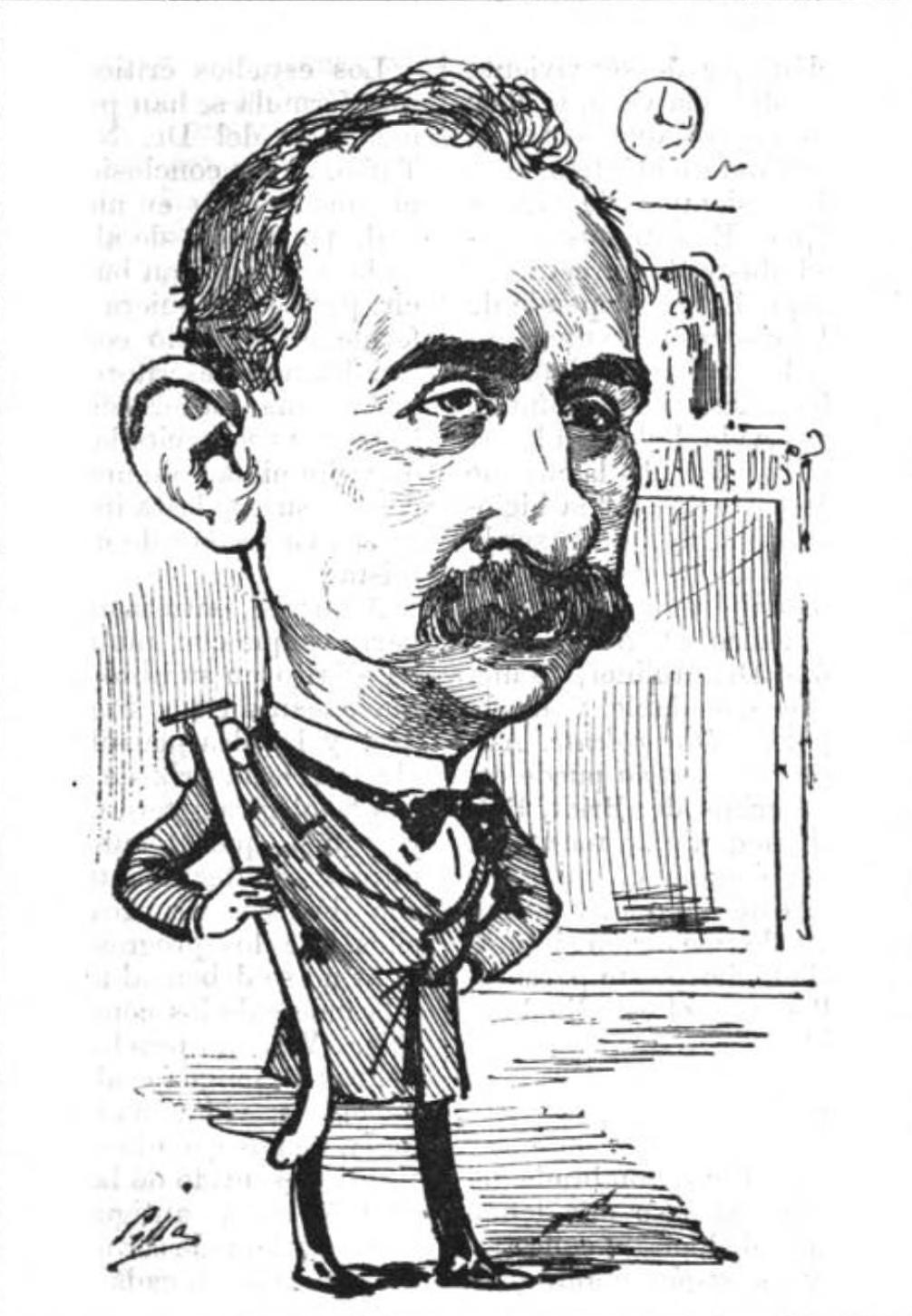
El médico segoviano Eusebio Castelo Serra da nombre a la calle

La vía se encuentra junto a la catedral y, de hecho, se llamó durante tiempo «calle del Enlosado» por el enlosado de aquella, que, situado en su fachada occidental, da a la calle. Desde 1892, sin embargo, honra con el título a Eusebio Castelo Serra (1825-1892), médico natural de la ciudad. Discurre desde la confluencia de la calle de la Almuzara con la de la Refitolería hasta llegar a la del Marqués del Arco. Aparece descrita en Las calles de Segovia (1918) de Mariano Sáez y Romero con las siguientes palabras:

Doctor Castelo.—Está entre las calles del marqués del Arco y la de Almuzara. Se llamó antes del Enlosado por las grandes losas de piedra que hay en el atrio de la Catedral, losas sepulcrales y enterramientos de canónigos y personas de significación de la Iglesia, fallecidos en los siglos XVII, XVIII y parte del XIX. Este atrio, levantado varios metros del nivel de la vía pública, al que dan acceso escaleras por sus tres lados de las calles del Marqués del Arco, Doctor Castelo y Refitolería, era antes libre y frecuentado por chicos y mozos, para sus juegos y correrías, principalmente para el juego del tango o chito. Hace unos años, en tiempos del Obispo Pozuelo, fue enverjado este recinto. Hoy recuerda la calle al notable médico D. Eusebio Castelo, que nació en la casa número 6, y es la mejor celebración de su importancia y valer copiar la inscripción que campea en una lápida de mármol colocada en su fachada: «En esta casa, a 5 de Marzo de 1825, nació el ilustre doctor Excmo. Sr. D. Eusebio Castelo y Serra, hábil cirujano y afamado sifiliógrafo. Falleció en Madrid a 27 de Enero de 1892. El Ayuntamiento, por la Ciudad, dedica este recuerdo al hijo esclarecido que con su ciencia y virtudes honró a su patria. Febrero, 3, 1892.»
(Sáez y Romero, 1918, pp. 61-62)